# Марк Кларк
Марк Вејн Кларк (енгл. Mark Wayne Clark; Њујорк, 1. мај 1896 – 17. април 1984) је био високи амерички официр који је учествовао у Другом светском рату и Корејском рату. Такође, био је најмлађи генерал-пуковник (генерал са три звездице) у историји оружаних снага САД.
Током Првог светског рата командовао је пешадијском четом све до 1917. године када је тешко рањен шрапнелом. После рата, његове квалитете препознао је будући начелник генералштаба Џорџ Маршал. За време Другог светског рата командовао је америчком 5. армијом, а затим је, током Италијанске кампање преузео команду над америчком 15. армијском групом. Познат је по томе што је 5. армија под његовом командом, у јуну 1944. године ослободила Рим.
Након ослобађања Рима, главног града Италије али и стратешки небитног града, Кларк је претрпео озбиљне критике зато што је, у свом наступању на Рим игнорисао наређења свог претпостављеног официра, британског генерала Харолда Александера, због чега је немачка 10. армија избегла опкољавање и придружила се немачким јединицама на Тразименској одбрамбеној линији.
Генерал Двајт Д. Ајзенхауер сматрао је да је Кларк бриљантан штапски официр и инструктор. Кларк је одликован многих одликовањима укључујући и друго по реду највише одликовање америчке војске, Крст за заслуге у служби.

## Детињство, младост и каријера
Кларк је рођен у касарни Медисон у Њујорку, али је највећи део своје младости провео у чикашком предграђу Хајленд Парку у Илиноису, зато што је његов отац, пешадијски официр, био стациониран у оближњем Форт Шеридану. Његова мајка је пореклом била румунска јеврејка, али је Кларк крштен у епископалној цркви, док је још био кадет на Војној академији Вест Поинт.
Кларк је већ са 17 година уписао војну академију, али је током студија изгубио доста времена због тога што је често био болестан. Међу својим колегама кадетима био је познат по надимку „шверцер“, због своје способности да прошверцује слаткише у касарну. Кларк је у априлу 1917. године дипломирао на Вест Поинту као 110 у класи од 139 кадета и добио је чин потпоручника у пешадији. Током Првог светског рата брзо је напредовао, па је 15. маја унапређен у чин поручника, а 5. августа 1917. године у чин капетана. Служио је Првом светском рату, у 11. пешадијском пуку који је припадао америчкој 5. пешадијској дивизији и био је рањен током борби у планинама Вогези. Током опоравка капетан Кларк је пребачен у штаф 1. америчке армије где је остао све до прекида непријатељстава, а затим је прекомандован у 3. америчку армију која је вршила окупационе дужности у Немачкој.
Између два рата, Кларк је обављао више штабских и инструкторских дужности. Од 1921. до 1924. године радио је као помоћник у канцеларији асистента Државног серкретара рата. 1925. године завршио је пешадијски курс за професионалне официре у пешадијској школи, а затим је служио као штабски официр у 30. пешадијском пуку у Президију, Сан Франциско, Калифорнија. Следеће његово задужење било је вршење фунцкије инструктора за обуку у Националној гарди Индијане, у којој је, 14. јаунара 1933. године унапређен у чин мајора, након више од петнест година од последњег унапређења у чин капетана.
У периоду од 1935. године прекомандован је у Командну и генералштабну школу, а 1937. на војни колеџ. У међупериоду 1935-36. мајор Кларк служио је као заменик командира Цивилног заштитног корпуса дистрикта у Омахи, Небраска. Затим је, у марту 1940. године прекомандован у Форт Луис, Вашингтон, где је постављен за предавача на војном колеџу, а 1. јула исте године унапређен је у чин пуковника. Кларк и генерал Лесли Мекнер су заједно одабрали хиљаде хектара неискоришћеног земљишта у Луизијани за извођење војних маневара познатијих као Луизијана маневри.
Дана 4. августа 1941. године Кларк је преко реда унапређен у чин бригадног генерала и постављен је за асистента начелника генералштаба (G-3), у Генералштабу војске САД, у Вашингтону.

## Други светски рат
У јануару 1942. године, само месец дана након што су САД ушле у рат, генерал Кларк је постављен за заменика начелника генералштаба копнених снага САД, а у мају исте године постављен је на положај начелника, зато што је генерал Гејџ Мајкл Милер већину штабских официра пребацио на нове командне позиције.
У јуну 1942. године упућен је у Енглеску као командант америчког II корпуса, а само месец дана касније постављен је на положај главнокомандујућег савезничких снага у Европи. 17. августа 1942. године унапређен је у чин генерал-мајора. У октобру 1942. године послат је на Северноафрички фронт као заменик главнокомандујућег савезничких снага, генерала Двајта Д. Ајзенхауера. Његов задатак било је учествовање у припреми операције Бакља, предстојећег савезничког искрцавања у Француској Северној Африци. Извршавајући овај задатак Кларк је, у склопу операције Јарбол тајно посетио Француску Северну Африку како би се састао са пријатељски настројеним официрима снага Вишијевске Француске. Ајзенхауер је веома ценио Кларкове способности. Кларк је 11. новембра 1942. године унапређен у чин генерал-пуковника, само три дана након почетка операције Бакља.
Дана 5. јануара 1943. године САД су формирале своју прву прву прекоморску 5. армију, а Кларк је постављен за њеног команданта. 5. армија је добила задатак да се припрема за евентуално искрцавање савезника у Италији.
Дана 8. септембра 1943. године 5. армија (у чијем саставу се налазило неколико британских јединица), под командом генерала Кларка искрцала се на италијанско копно код Салерна (операција Лавина). Искрцавање је умало претрпело неуспех када су Немци прешли у контранапад, због чега су британски историчари окривили Кларка и његов штаб за лоше планирање операције.
Током битке за Монте Касино, Кларк је, 15. фебруара 1944. године наредио бомбардовање опатије Монте Касино. Кларк је наредбу издао поступајући по наређењу његовог претпостављеног, британског генерала Харолда Александера, главнокомандујућег савезничких снага у Италији. Кларк и његов начелник штаба генерал-мајор Алфред Грунтер нису били убеђени да је бомбардовање опатије неопходно. Приликом предаје положаја америчког II корпуса Новозеландском корпусу, бригадни генерал Фредерик Батлер, заменик команданта америчке 34. пешадијске дивизије, рекао је „Не знам, али не верујем да је непријатељ у опатији. Целокупна ватра долазила је са обронака брда испод њених зидова.“ Командант индијске 4. пешадијске дивизије хитно је тражио да се цео планински масив бомбардује из ваздуха и то са најтежим бомбама које су биле на располагању. Коначно, Кларк је извршио притисак на Александера, присећајући се својих речи „Рекао сам, 'Издајте ми директно наређење и урадићу то,' и добио је наређење.“
Кларково вођење операција током италијанске кампање је контроверзно, нарочито његове акције током битке за Зимску одбрамбену линију. Амерички војни историчар Карло Д'Есте назвао је Кларков избор да, након операције Дијадема и искрцавања код Анциа заузме Рим, уместо да уништи немачку 10. армију, „војнички глупим исто толико колико и непослушним“. Иако је Кларк, описао „трку до Рима“, у свом приређеном дневнику који је ставио на располагање војним историчарима, његова оригинална документа постала су доступна тек након његове смрти.
Рано изјутра, 28. јануара 1944. године, на торпедни чамац који је првозио Кларка до мостобрана код Анциа, грешком је отворио ватру амерички ратни брод и том приликом је неколико морнара из његовог окружења погинуло или рањено. Неколико месеци касније, 10. јуна, замало је избегао смрт, када је летећи изнад Чивитавекије, његов авион ударио у кабл баражног балона. Кабл се обмотао око крила због чега је извиђачки авион Пајпер Каб почео спирално да пада ка земљи. Авион се ослободио кабла након трећег окрета, али је кабл откинуо велики део крила. Резервоар за гориво је напрсао због чега је гориво почело да улази у кабину. Пилот је ипак успео да сигурно приземљи авион на кукурузно поље. „Никада нисам имао горе искуство“, писао је Кларк својој супрузи.
У децембру 1944. године Кларк је заменио Александера на положају главнокомандујућег свих савезничких копнених снага у Италији, обједињених у 15. армијску групу. Александер, који је у међувремену унапређен у чин фелдмаршала, постављен је за главнокомандујућег свих савезничких снага на Медитеранском ратишту.
Дана 10. марта 1945. године Кларк је унапређен у чин генерала армије. Након пролећне офанзиве у Италији 1945. године прихватио је предају немачких снага у Италији, а у мају исте године постављен је за главнокомандујућег савезничких снага у Италији.

## Између Другог светског рата и Корејског рата
Касније током 1945. године као као главнокомандјући америчких окупационих снага у Аустрији, Кларк ће стећи искуство у преговорима са комунистима, што ће му бити од велике користи у даљој каријери.
Кларк је служио као заменик државног секретара током 1947. године и присуствовао је преговорима који су претходили закључењу Аустријског споразума између савета министара иностраних послова у Лондону и Москве. У јуну 1947. године вратио се у САД да би преузео команду над америчком 6. армијом, чији је штаб био стациониран у Президију у Сан Франциску. Две године касније постављен је за команданта копнених снага САД.
Дана 20. октобра 1951. године амерички председник Хари С. Труман предложио је Кларка за америчког амбасадора при Светој столици. Кларк је 13. јануара 1952. године повукао своју кандидатуру, након протеста сенатора из Тексаса, Тома Конелија и група протестантских верника.

## Конгресна истрага
Дана 20. јануара 1946. године објављено је да је Удружење ветерана америчке 36. дивизије једногласно затражило конгресну истрагу у вези са Кларковим поступцима који су довели до катастрофе приликом форсирања реке Рапидо, у Италији, 20. јануара 1944. године. У петицији је стајало:
```
„Одлучено је да се чланови Удружења ветерана америчке 36. дивизије обрате Конгресу САД како би се истражио фијаско на реци Рапидо и предузеле неопходне мере да се коригује војни систем који допушта неефикасним и неискусним официрима из виших командних структура, као што је генерал Марк Кларк, да уништавају младост ове земље и да се спречи да будући војници буду жртвовани расипнички и бескорисно.“
[
18
]
```

Две резолуције су саслушане у Представничком дому, од којих је једна тврдила да је инцидент „једна од највећих грешака у Другом светском рату... смртоносних грешака“ и да је „свака особа која је учествовала у овом подухвату... била осуђена на пропаст.“
Представнички дом ослободио је Кларка одговорности. Након истраге Кларк никада више није спомињао догађаје на реци Рапидо, за време Другог светског рата.

## Корејски рат и послератни период
Током Корејског рата, Кларк је 12. маја 1952. године заменио генерала Метјуа Риџвеја на положају команданта снага Уједињених нација у Кореји.
Од 1954. до 1965. године, након што се пензионисао, Кларк је радио као председник Цитаделе, војног колеџа Јужне Каролине који се налази у Чарлстону, у Јужној Каролини.
Од 1954. до 1955. године Кларк је предводио такозвану „Радну групу Кларк“ која је имала задатак да анализира све обавештајне активности федералне владе и препоручи мере за њихово унапређење. Ова радна група образована је 1953. године по налогу друге Комисије за организацију извршне власти, тзв. Хуверове комисије којом је председавао Херберт Хувер.
Радна група се први пут састала у новембру 1954. године и већ у мају 1955. године предала је тајни извештај председнику и другим неименованим члановима Хуверове комисије и Конгреса. У извештају радне групе Кларк по први пут је употребљен израз „обавештајна заједница“ описујући је као „... машинерију за остваривање обавештајних циљева“.
Кларк је написао два мемоара: „Срачунати ризик“ (1950) и „Од Дунава до реке Јалу“ (1954).

## Награде и одликовања
| Крст за заслуге у служби                                                  |
| Медаља за заслуге у служби у војсци САД, са храстовим лишћем              |
| Медаља за заслуге у служби у морнарици САД                                |
| Легија заслуга                                                            |
| Бронзана звезда                                                           |
| Пурпурно срце                                                             |
| Медаља победе у Првом светском рату                                       |
| Медаља окупационе армије у Немачкој                                       |
| Медаља за службу у одбрани Америке                                        |
| Медаља Европске-Афричке-Блиско Источне кампање                            |
| Медаља победе у Другом светском рату                                      |
| Медаља окупационе армије                                                  |
| Медаља за службу у националној одбрани                                    |
| Медаља за службу у Кореји                                                 |
| Орден Круне, Белгија                                                      |
| Орден Јужног крста, Бразил                                                |
| Орден белог лава, велики крст, Чехословачка социјалистичка република      |
| Легија части, велики крст, Француска                                      |
| Орден Св. Мориса и Лазара, велики крст, Италија                           |
| Војни орден Савоје, велики крст, Италија                                  |
| Сребрна медаља за храброст, Италија                                       |
| Орден за храброст, (Virtuti Militari), Krzyż Srebrny/сребрни крст, Пољска |
| Орден Кизам Алауит, велики крст I класе, Мароко                           |
| Витез командант ордена Британске империје, Велика Британија               |
| Орден Суворова I класе, СССР                                              |
| Медаља Уједињених нација за службу у Кореји                               |

## Породични живот
Дана 17. маја 1924. године Кларк се оженио са Морин Доран. Његова супрута преминула је 5. октобра 1966. године. Кларк је имао двоје деце, сина Вилијема Дорана Кларка, који је био официр у америчкој војсци и који се пензионисао у чину мајора и ћерку Патришу Ен.

## Заоставштина
Огранак међудржавног аутопута (И-526) у предграђу Чарлстона у Јужној Каролини назван је по Марку Кларку. Све до 17. августа 2010. године у држави Вашингтон постојао је мост Марка Кларка који је повезивао острво Камано са копном. Међутим, овај мост је срушен само месец дана након што је изграђен нови мост.
У Форт Драму постоји сала која носи име Марк Кларка и која се користи за обављање административни послова приликом пријема и отпуста војника 10. брдске дивизије. Форт Драм се налази у близини касарне Медисон у којој се Кларк родио.

## На филму
У филму „Ђавоља бригада“ генерала Марка Кларка играо је глумац Мајкл Рени.